# Аксьоново (Бабушкінський район)
Аксьо́ново (рос. Аксёново) — присілок у складі Бабушкінського району Вологодської області, Росія. Входить до складу Бабушкінського сільського поселення.

## Населення
Населення — 8 осіб (2010; 20 у 2002).
Національний склад (станом на 2002 рік):
- росіяни — 85 %